# 謝拉特·華拿保
謝拉特·馬雲·華拿保（Gerald Mervin Vanenburg，1964年03月5日—），荷蘭足球運動員，司職中場，曾他42次代表荷蘭國家足球隊，攻入一個進球。他是燕豪芬贏得1988年歐洲冠軍杯的成員和荷蘭隊贏得88年歐洲國家盃冠軍。
他曾效力於阿積士（80年至86年），燕豪芬（1986年至1993年），磐田山葉（1993-96），烏德勒支（1997年），康城（1997-98）和1860慕尼黑（ 1998-2000年）。他的職業生涯結束後，在2004年，他被任命為1860慕尼黑看守領隊，為期兩個月，2006年夏天，他當上荷乙球會希蒙的主教練。2007年2月17日，他被解僱。2007年12月20日，他上任同是荷乙球會FC燕豪芬的主教練。
| #  | 日期           | 地方               | 對手   | 比分 | 結果 | 性質                   |
| -- | -------------- | ------------------ | ------ | ---- | ---- | ---------------------- |
| 1. | 1983年12月17日 | 飛燕諾球場, 鹿特丹 | 馬耳他 | 1–0  | 5–0  | 1984年歐洲國家盃外圍賽 |

## 連結
- 謝拉特·華拿保 檔案及數據 Wereld van Oranje （荷兰文）

| 獎項          | 獎項                        | 獎項          |
| ------------- | --------------------------- | ------------- |
| 前任： 列卡特 | 荷蘭金靴獎得主 1988～1989年 | 繼任： 史杜寧 |